# Civitella di Romagna
Civitella di Romagna är en ort och kommun i provinsen Forlì-Cesena i regionen Emilia-Romagna i Italien. Kommunen hade 3 724 invånare (2018).